# Saitis relucens
Saitis relucens är en spindelart som först beskrevs av Tord Tamerlan Teodor Thorell 1877.  Saitis relucens ingår i släktet Saitis och familjen hoppspindlar. Inga underarter finns listade i Catalogue of Life.